# Yael Mellul
Cet article possède un paronyme, voir Melloul.
Yael Mellul, née le 11 janvier 1971 à Antony, est une militante française du droit des femmes, ancienne avocate pénaliste spécialiste de la violence conjugale. Elle est connue pour avoir co-fondé le Printemps républicain, association néo-laïque.

## Biographie
Yael Mellul suit une formation juridique et, après l'École de formation professionnelle des barreaux de la cour d'appel de Paris et l'obtention d'un DEA de droit du patrimoine privé à l'Université Panthéon-Sorbonne, elle prête serment en décembre 1995. De 2000 à 2006, elle est avocate collaboratrice au sein du cabinet de Maurice Guigui, qui a été l'associé du bâtonnier Guy Danet.
Elle suggère l'insertion en droit français du délit de violence conjugale à caractère psychologique, lequel sera formalisé par la loi du 9 juillet 2010,, et est élue femme de l'année par le magazine Marie Claire.
De 2011 à 2014, elle donne des formations sur les violences psychologiques à l'École nationale de la magistrature.[réf. nécessaire]
En novembre 2014, elle interpelle Alexandre Bompard, président de la Fnac, et fait retirer le « coup de cœur » du magasin attribué au livre d'Alain Soral, Comprendre l'empire.
En 2015, elle ne figure plus à l'annuaire des avocats du barreau de Paris.
En mars 2016, elle cofonde le Printemps républicain et le 22 avril 2018, signe avec 250 personnalités du monde intellectuel, politique ou religieux le « manifeste contre le nouvel antisémitisme » écrit par Philippe Val. Elle affiche également son soutien à la Ligue de défense juive.
En octobre 2016, elle fonde et préside l'association Femme et libre, soumet à l'ONU, avec la philosophe Lise Bouvet, un projet à la consultation d'opinion concernant le travail sexuel, le commerce sexuel et la prostitution, en faveur des Propositions françaises de loi visant à pénaliser les clients de la prostitution.
Elle rejoint, comme chroniqueuse, Les Vraies voies de Sud Radio en juin 2019 puis en août 2019, écrit au procureur de Paris pour dénconcer la dimension internationale du réseau pédocriminel dans lequel est impliqué Jeffrey Epstein, dont elle déplore la lenteur du processus. En septembre, elle charge l'avocat Christophe Lèguevaques de prendre des mesures conservatoires pour réunir des preuves contre les complices et rabatteurs d'Epstein en France, et protéger les intérêts patrimoniaux des victimes.
Coordinatrice juridique du pôle d'aide aux victimes de violences du Centre Monceau, elle co-dirige également avec Hélène Furnon-Petrescu, cheffe du service des Droits des femmes et de l'égalité entre les femmes et les hommes, un groupe de travail sur les violences psychologiques et le suicide forcé, sous l'égide du Grenelle contre les violences conjugales et du secrétariat d'État à l'Égalité entre les femmes et les hommes.
Le 29 janvier 2020, la loi visant à protéger les victimes de violences conjugales est adoptée par l'Assemblée nationale, avec circonstance aggravante à l'article 222-33-2-1 du code pénal : « Les peines sont portées à dix ans d'emprisonnement et 150 000 euros d'amende lorsque le harcèlement a conduit la victime à se suicider ou à tenter de se suicider »,. Le 4 février, elle signe une tribune dans Libération : « Violences envers les femmes : faut-il inscrire l’emprise dans la loi ? ». Le 9 juin 2020, le Sénat examine et adopte le projet de loi contre le suicide forcé. Le 24 novembre 2021, elle est auditionnée, pour la création d'un délit spécifique de harcèlement scolaire, avec circonstances aggravantes de suicide et tentative de suicide, adoptée le 1er décembre 2021.
En 2024, dans Blast, elle s'insurge contre les promesses non tenues du gouvernement autour du suicide forcé.

## Affaires judiciaires
En 2013, elle demande la réouverture de l'enquête sur le suicide de Krisztina Rády, la femme de Bertrand Cantat pour la reconnaissance de la notion de suicide forcé. En 2014, elle défend également une des deux parties civiles dans l'Affaire Georges Tron. 
Après avoir quitté le barreau en 2016, elle dépose une plainte contre Bertrand Cantat, en mai 2018, classée sans suite, en juin de la même année, avant que le chanteur ne porte plainte pour dénonciation calomnieuse, contre elle, en août.

## Vie privée
Elle a un fils avec Simon Pinto, directeur de Bansard International, avec qui elle a été mariée de 1997 à 2005.[réf. nécessaire]

## Publications
Ouvrages
- Bouvet, Lise et Yael Mellul, Intouchables : People, justice & impunité : Polanski, DSK, Cantat, Tron, innocents, forcément innocents, Paris, Balland, 2018 (ISBN 978-2940556830)
- Mellul, Yael et Laurence Caracalla, Mon combat contre l'emprise et le suicide forcé, Paris, Éditions Michel Lafon, 2021 (ISBN 978-2749945552)

Articles
- Des mots pour la vie, par Yael Mellul et Eliette Abecassis, Le Monde, 20 novembre 2011[34]
- Violences conjugales : lettre ouverte à Mmes et MM. les députés, par Yael Mellul[35]
- La loi, la liberté et les femmes, Le Monde, 1er novembre 2011[36]
- Refuser la résolution sur la reconnaissance de l'Etat Palestinien, avec Aurore Bergé, Le Figaro, 27 novembre 2014[37]